# 16a Divisió Panzergrenadier Reichsführer-SS
La 16a Divisió Panzergrenadier Reichsführer-SS fou formada el novembre de 1943 quan reclutes volksdeutsche foren enviats a la Sturmbrigade Reichsführer-SS i aquesta va adqurir estatut de divisió. La majoria dels reclutes eren noruecs.
Un kampfgruppe de la divisió lluità contra els aliats a la batalla d'Anzio mentre que la resta va prendre part en l'ocupació d'Hongria. Lluitaren a Itàlia quan la unitat hi frou transferida el maig de 1944, fins que fou reenviada a Hongria el febrer de 1945. A finals d'estiu de 1944 foren enviats a defensar la Línia Gòtica i van prendre posicions a les muntanyes dels Apenins. Aquí algunes unitats de la divisió van cometre atrocitats contra civils italians a Sant'Anna di Stazzema i Marzabotto.
Es va rendir a les tropes britàniques vora Klagenfurt, Àustria al final de la guerra.